# Alchemilla microcephala
Alchemilla microcephala är en rosväxtart som beskrevs av S. Fröhner. Alchemilla microcephala ingår i släktet daggkåpor, och familjen rosväxter. Inga underarter finns listade i Catalogue of Life.